# Filippo Freda
Filippo Freda (Chieti, 27 aprile 1911 – Uork Amba, 27 febbraio 1936) è stato un militare italiano, insignito della medaglia d'oro al valor militare alla memoria nel corso della guerra d'Etiopia.

## Biografia
Nacque a Chieti il 27 aprile 1911, figlio di Domenico e Maria Incoronata Antolini. Seguì la famiglia che si trasferì a Sulmona il 29 aprile 1915, nella frazione di Badia, ai piedi del Monte Morrone. Frequentata la scuola elementare a Sulmona, iniziò poi a lavorare come operaio in una lavanderia e occasionalmente come bracciante agricolo al fine di sopperire alle necessità familiari, essendo rimasto orfano di padre ancora bambino. Il 16 marzo 1932 fu chiamato a prestare servizio militare di leva nel corpo degli alpini del Regio Esercito, assegnato al battaglione alpini "Vicenza" del 9º Reggimento; fu congedato il 24 maggio 1934 e nell'ottobre dello stesso anno si iscrisse al Partito Nazionale Fascista, entrando così nella Milizia Volontaria Sicurezza Nazionale come milite della 1ª Centuria della 131ª Legione d'assalto "Giuseppe Paolini" di Sulmona.
Il 3 febbraio 1935 fu mobilitato a domanda per le esigenze legate all'Africa Orientale, destinato al Regio corpo truppe coloniali d'Eritrea ed assegnato alla 3ª Compagnia, 1º Battaglione Camicie Nere d'Eritrea, 1º Gruppo Generale Diamanti della 1ª Divisione CC.NN. "23 marzo". Si imbarcò a Napoli sul piroscafo Argentina il 5 dello stesso mese e il giorno 22 sbarcò con il suo reparto a Massaua. Dopo lo scoppio della guerra d'Etiopia, avvenuto il 3 ottobre 1935, partecipò alla operazioni belliche sul fronte eritreo. Cadde in combattimento a Uork Amba (la Montagna d'oro) il 27 febbraio 1937 e fu successivamente decorato con la medaglia d'oro al valor militare alla memoria.
Nel mese di marzo 1938, terzo anniversario della sua morte, fu inaugurata in località Abazia una cappella votiva alla sua memoria e a quella dei caduti della frazione Badia. La salma di Filippo Freda rientrò successivamente in Italia e fu tumulata nel cimitero comunale di Sulmona il 17 settembre 1974.

### Annotazioni
1. ↑  In seguito rinominata "Monte Morrone".

### Fonti
1. 1 2 3  Combattenti Liberazione.
2. 1 2 3  Gruppo Medaglie d'Oro al Valor Militare 1965, p. 154.
3. ↑  Bianchi, Cattaneo 2012, p. 105.
4. 1 2 3 4 5 6  Bianchi, Cattaneo 2012, p. 106.
5. ↑   Medaglia d'oro al valor militare Freda, Filippo, su quirinale.it, Quirinale. URL consultato l'11 luglio 2021.